# آلباتروس ال۸۲
آلباتروس ال۸۲ (به انگلیسی: Albatros_L_82) یک هواگرد از نوع آموزشی ساخت شرکت آلباتروس فلوکتسایک‌ورک در آلمان است. هواگرد آلباتروس ال۸۲ نخستین پروازش را در ۱۹۲۹ میلادی انجام داد. در مجموع، تعداد ۱۷ فروند از این هواگرد ساخته شده‌است.